# Gustavo Montecchia
Gustavo Montecchia (Buenos Aires, Argentina, 16 de enero de 1968) es un músico y compositor de rock argentino. Es el guitarrista y fundador de la agrupación de rock Los Auténticos Decadentes. 
Fundó la banda en el año 1986, al principio como baterista, junto a Gustavo Parisi (voz), Jorge Serrano -su primo- (guitarra y voz), Daniel Zimbello (guitarra) y Gastón "el Francés" Bernardou (percusión). También es mánager y representante del grupo.
Es autor o coautor, de varios éxitos de la banda, entre las que se encuentran: «Divina decadencia», «Vení Raquel», «El payaso maldito», etc.